# CUS Chieti
Il CUS Chieti (Centro Universitario Sportivo di Chieti) è stata una società polisportiva italiana con sede a Chieti, presso le strutture sportive dell'Università Gabriele d'Annunzio.
Il Centro Universitario Sportivo di Chieti era un ernte territoriale di promozione sportiva federata al CUSI, il quale realizzava nell'ambito dell'Università “G.d'Annunzio” Chieti – Pescara, le finalità istituzionali della Federazione, promuovendo la partecipazione degli iscritti ad ogni livello. La società, per il cumularsi di ingenti debiti, e stata dichiarata fallita il 19 luglio 2019 e affiliata al Centro Universitario Sportivo Italiano.

## Storia
Nacque nel 1968 come Circolo Universitario Sportivo, frutto dell'idea di quattro promotori: Gino Di Tizio, Roberto Di Carlo, Ezio De Crecchio e Mario Lanci. Nel 1971 divenne C.U.S. grazie al Centro Universitario Sportivo Italiano (C.U.S.I.), Ente di Promozione Sportiva Nazionale riconosciuto con DPR 30/01/1968 n.770.
Il primo Presidente è stato Roberto Di Carlo che mantenne la carica per un ventennio. Nel 1994 venne eletto Presidente Mario Di Marco.

## Struttura della polisportiva
La sezione calcistica era compresa in una società polisportiva, attiva anche altre discipline tra cui calcio a 5, nuoto, pallavolo, pallacanestro, pallamano.
- CUS Chieti Calcio a 5
- CUS Pallamano Chieti
- Pallacanestro CUS Chieti

## Organigramma
- Presidente: Mario Di Marco
- Vice Presidenti: Ugo Morione, Paolo De Angelis
- Segretario Generale: Graziano D'Intino
- Consiglieri: Giovanni D'Agostino, Giancarlo Di Fonso